# دان والكر
دان والكر (بالإنجليزية: Dan Walker)‏ هو صحفي رياضي ومقدم تلفزيوني بريطاني، ولد في 19 مارس 1977 في كرولي في المملكة المتحدة.

## وصلات خارجية
- دان والكر على موقع IMDb (الإنجليزية)